# Colpotrochia beluga
Colpotrochia beluga är en stekelart som beskrevs av Ian D. Gauld och Sithole 2002. Colpotrochia beluga ingår i släktet Colpotrochia och familjen brokparasitsteklar. Inga underarter finns listade i Catalogue of Life.